# Louis Ratisbonne

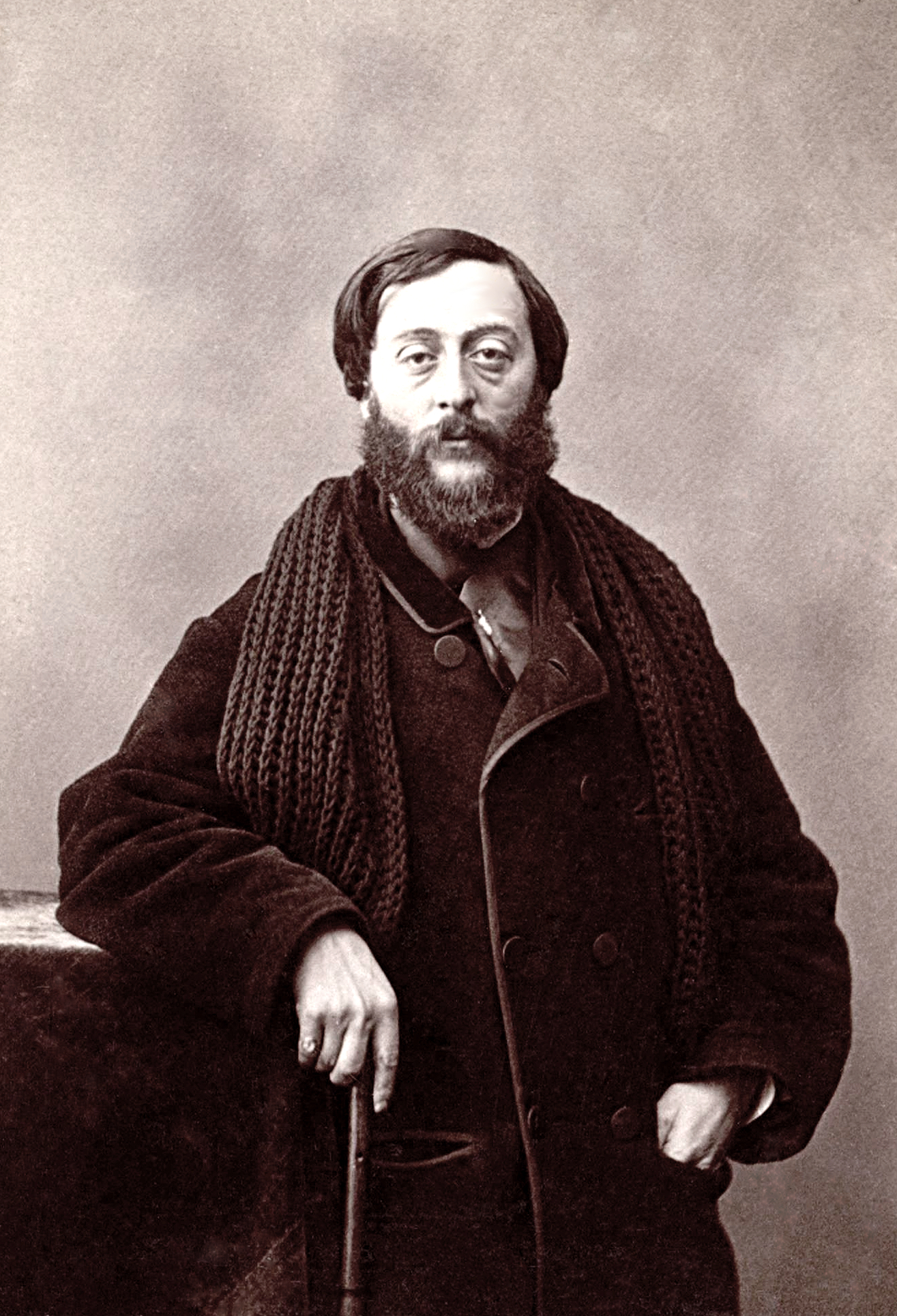
Louis Ratisbonne, Foto von Nadar

Louis Gustave Fortuné Ratisbonne (* 29. Juli 1827 in Straßburg; † 24. September 1900 in Paris) war ein französischer Schriftsteller und Übersetzer.

## Leben und Wirken
Louis Ratisbonne stammte aus einer wohlhabenden elsässischen Familie; mit den Gründern des Ordens Schwestern Unserer Lieben Frau von Sion, Alphonse und Théodore Ratisbonne war er verwandt.
Nach dem Schulbesuch in seiner Vaterstadt begann Ratisbonne u. a. Rechtswissenschaften am Collège Henri IV. (Paris) zu studieren. Bereits während seines Studiums lernte er die Familie Bertin kennen, die die Zeitschrift Journal des débats publizierte. Zwischen 1853 und 1876 schrieb Ratisbonne hauptberuflich für diese Zeitschrift; unterbrochen nur während des Krieges 1870/71.
Sofort nach Kriegsende berief man Ratisbonne als Bibliothekar auf das Schloss Fontainebleau und 1874 wechselte er in gleicher Position in die Senatsbibliothek. In letzterer Stellung wurde er ein Kollege von François Coppée.
Als sein Hauptwerk gilt die Übersetzung der Göttlichen Komödie von Dante. Für diese Leistung wurde er auch von der Académie française ausgezeichnet.
Alfred de Vigny bestimmte Ratisbonne testamentarisch zu seinem literarischen Nachlassverwalter. So gab Ratisbonne Vignys Les destinées (philosophische Gedichte, 1864) und Le journal d’un poète (1867) heraus. Alphonse Lemerre nahm einige Gedichte Ratisbonnes in die später berühmt gewordene Anthologie Le Parnasse contemporain auf. Spätestens ab dann wurde er offiziell zu den Parnassiens gezählt.
Acht Wochen nach seinem 73. Geburtstag starb Louis Ratisbonne am 24. September 1900 in Paris.

## Werke (Auswahl)
als Übersetzer
- Dante: Die göttliche Komödie
- Heinrich Hoffmann: Der Struwelpeter (Pierre l'Ébouriffé: Joyeuses Histoires et Images drolatiques)

als Autor
- Henri Heine, Paris 1855
- Impressions littéraires, 1855
- Au printemps de la vie, Poesien 1857
- Héro et Léandre, Drama, 1859
- La comédie enfantine, 1860
- Morts et vivants, nouvelles impressions littéraires, 1860
- Dernières scènes de la comédie enfantine, moralische Erzählungen, 1862
- Les figures jeunes, Gedichte, 1865
- Auteurs et livres, 1868
- Les petits hommes, 1868
- Les petites femmes, 1871